# Andrejs Upīts
Andrejs Upīts (n. 4 decembrie, 1877 — d. 17 noiembrie, 1970) a fost un profesor, poet și nuvelist leton.